# Tutilo Gröner

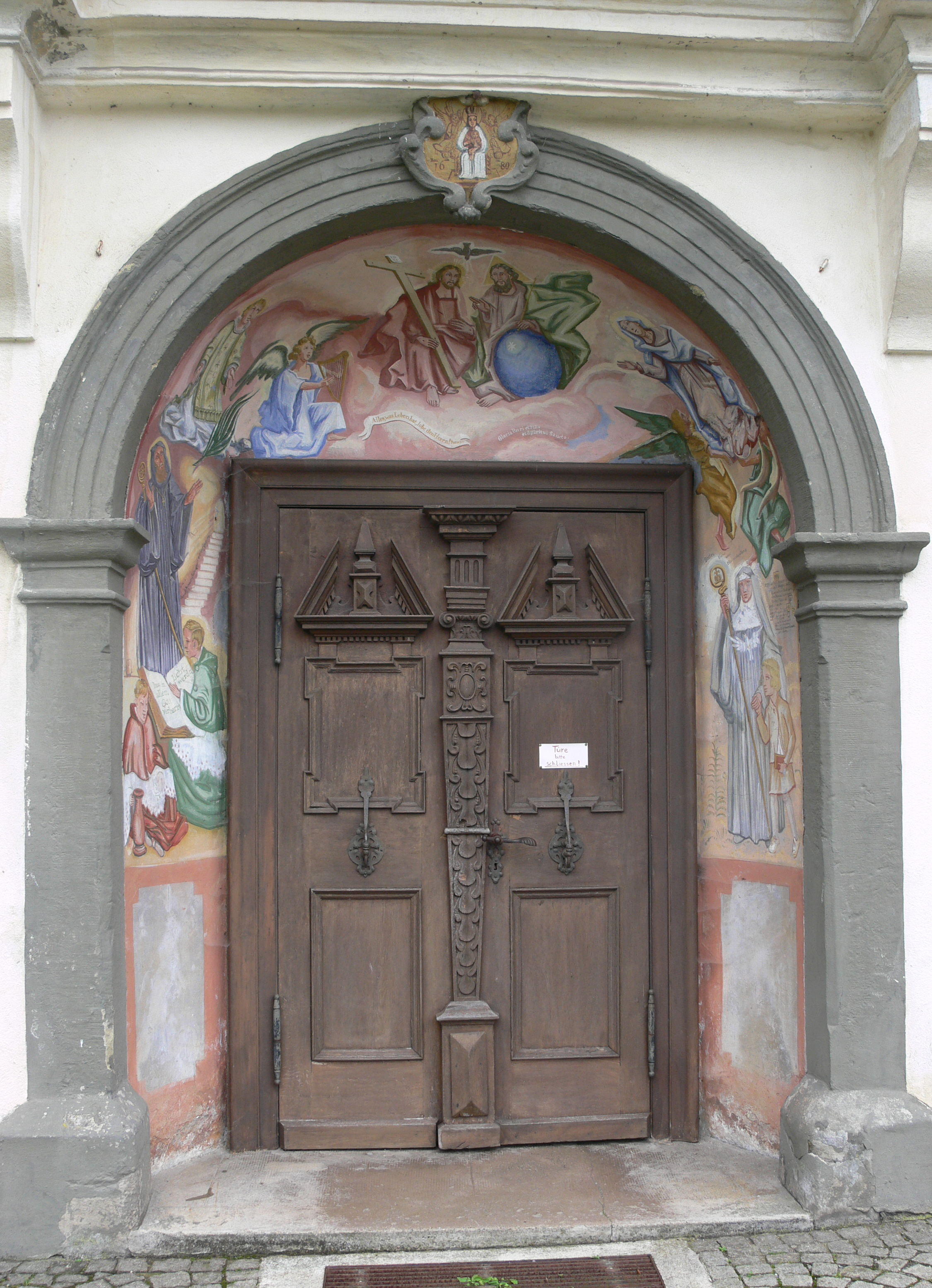
Von Gröner bemaltes Portal der Klosterkirche St. Stephanus in Habsthal

Tutilo Gröner OSB (* 10. April 1899 in Habsthal als Josef Gröner; † 11. April 1977 im Kloster Beuron) war ein deutscher Benediktiner und Maler der Beuroner Kunstschule. Er malte später in einem ihm eigenen Stil zahlreiche kleine Kapellen im Umkreis seines Heimatklosters aus.

## Leben
Josef Gröner war der älteste Sohn des Lehrers in Habsthal Josef Gröner sen. und der Anna Maria, geborene Schlude aus Rulfingen. Sein ältester Bruder Benedikt Gröner wurde Kunstmaler in München. Josef Gröner besuchte das Hohenzollern-Gymnasium Sigmaringen mit Aufenthalt im Fidelis-Konvikt. 1917 wurde er zum Militärdienst einberufen, 1918 schwer verwundet und nach Genesung 1919 jahrgangsgemäß entlassen. Er legte nun das Abitur ab und trat mit 21 Jahren in das Kloster Beuron ein. 1921 bis 1922 studierte er Philosophie in Maria Laach. Danach besuchte er ein Jahr die Kunstschule von Moritz Heymann. Am 10. August 1926 erhielt er die Priesterweihe in der Klosterkirche Habsthal. Pater Tutilo war auch ein begeisterter Musiker und Komponist, seine Blockflöte hatte er immer dabei. 1976 feierte er sein Goldenes Priesterjubiläum. Am Ostermontag 1977 verstarb er während der Vesper im Chor der Klosterkirche. Seine Grabplatte befindet sich in der Krypta der Beuroner Gnadenkapelle.

## Werke (Auswahl)
- 1939: St. Antonius in Hochmössingen
- 1940:  St. Agatha in Hochmössingen
- 1945: Vier Altarflügel für die Seitenaltäre in der Stadtpfarrkirche St. Franziskus in Schwenningen
- 1947: Deckengemälde in der Marienkapelle in Nendingen
- 1950: Deckengemälde in 14-Nothelfer-Kapelle in Harthausen auf der Scher
- 1950: Wandbilder in der Michaelskirche in Schnaitheim nicht erhalten (bei Renovierung 1977 überweisselt)
- 1951: Deckengemälde in der Bergkapelle in Inneringen (Barocke Dreifaltigkeitskapelle, im Volksmund Bergkäppele)
- 1952: Altarbild und zwei Deckengemälde in St. Stephanus in Renquishausen
- 1960: Deckengemälde in St. Mauritius in Harthausen auf der Scher

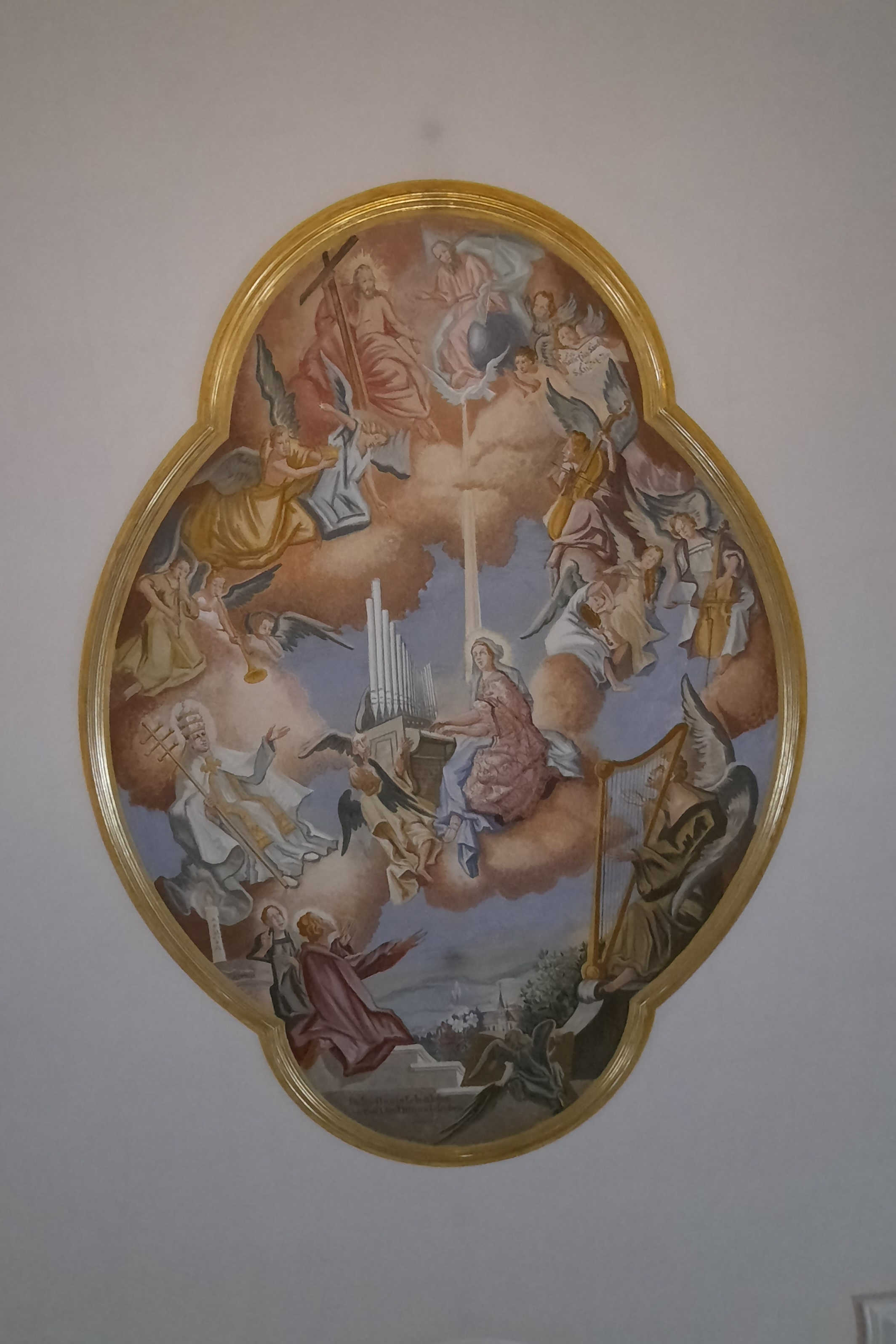
Deckengemälde, St. Mauritius, Harthausen auf der Scher

- 1960: Portal der Klosterkirche Kloster Habsthal
- 1962: Höfendorf: Altarbild erneuert
- 1966: Nendingen, St. Blasiuskapelle, Wandbilder
- 1969: Hörschwag: Deckengemälde in der Mühlenkapelle der Walzmühle
- 1973: Gemälde in der Vierzehn-Nothelfer-Kapelle in Menningen